# Cráter de Araguainha
El cráter de Araguainha o domo de Araguainha es un cráter de impacto situado en la frontera de los estados brasileños de Mato Grosso y Goiás, entre las localidades de Araguainha y Ponte Branca. Con un diámetro de 40 kilómetros, es el mayor cráter de impacto conocido en Sudamérica.
La datación más reciente del cráter es de 254,7 ± 2,5 millones de años, cuando la región era probablemente un mar poco profundo. Los márgenes de error de esta fecha se solapan con la época de la extinción del Pérmico-Triásico, la extinción masiva más grave y catastrófica de la historia de la Tierra. El evento causó la extinción del 57% de las familias biológicas, el 62% de los géneros y el 81% de las especies marinas. El impacto perforó unidades sedimentarias paleozoicas pertenecientes a las formaciones de la cuenca del Paraná y dejó al descubierto las rocas de basamento granítico ordovícicas subyacentes. Se estima que el cráter tenía inicialmente 24 kilómetros de ancho y 2,4 kilómetros de profundidad, que luego se ampliaron a 40 kilómetros a medida que sus paredes se hundían hacia el interior.

## Descripción

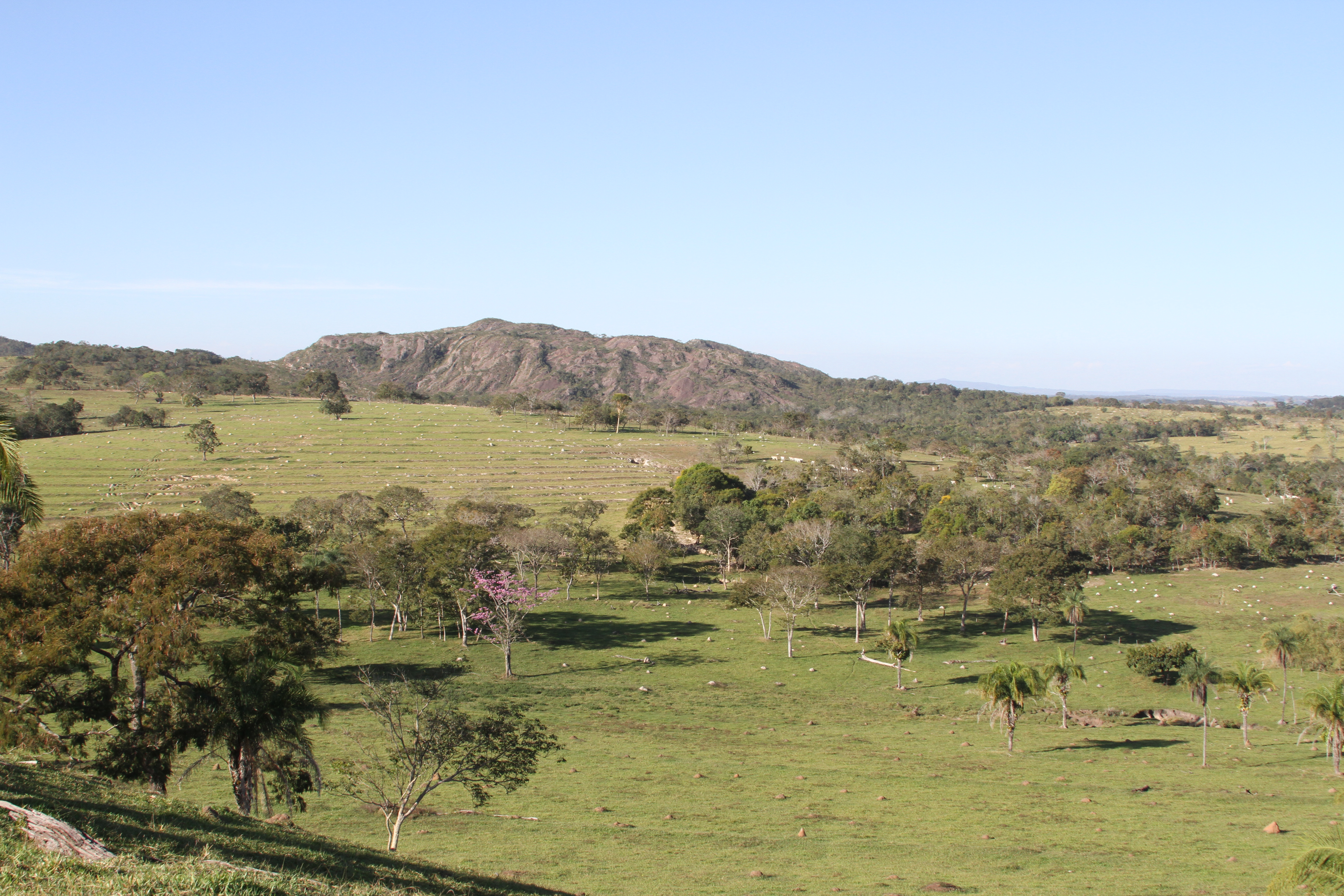
Vista de parte del complejo del pico central, por Geraldo C. F. Valadares.

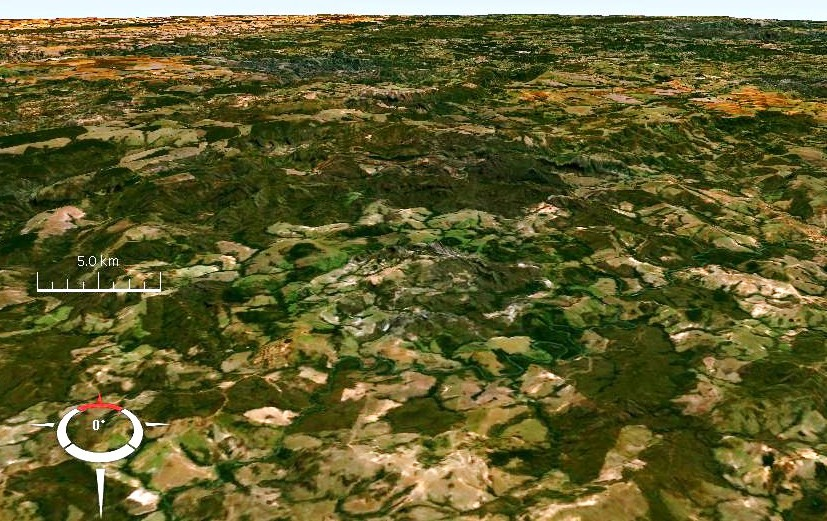
Imagen oblicua Landsat del cráter de Araguainha sobre un modelo digital de elevación (exageración vertical 5×); captura de pantalla de NASA World Wind.

Araguainha es un cráter complejo con fallas anulares y radiales, expuesto a la superficie y erosionado, surcado por el río Araguaia. El cráter tiene un núcleo central levantado, con forma de cuenca elíptica, formado por granito de basamento expuesto. Alrededor de este núcleo hay un anillo de granito chocado y brechas suprayacentes; a continuación, otro anillo de crestas y montañas, de 6,5 kilómetros de diámetro y hasta 150 m de altura, formado por areniscas devónicas plegadas y fuertemente inclinadas. Esta región central está rodeada por una depresión anular recubierta por rocas de formaciones areniscas del Devónico y el Carbonífero. El borde exterior del cráter está formado por restos de grabens semicirculares en sedimentos del Permo-Carbonífero muy deformados. Las evidencias de origen por impacto incluyen conos astillados, brechas de impacto y cuarzo chocado.

## Acceso y conservación
Se puede llegar al domo da Araguainha en coche desde Goiânia o desde Cuiabá. Una carretera estatal no asfaltada, entre Ponte Branca y Araguainha, atraviesa el levantamiento central, al igual que el río Araguaia. En 1999, la población local aún no conocía la naturaleza y la importancia científica del domo.

## Datación e interpretación
El primer informe sobre la estructura de Araguainha fue publicado por Northfleet et al. (1969), que la interpretaron como un levantamiento de los sedimentos del Fanerozoico causado por una intrusión de sienita del Cretácico. Un reconocimiento geológico realizado por Silveira Filho y Ribeiro (1971) constató la presencia de lavas, brechas y tobas alrededor del núcleo central y dedujo que Araguainha era una estructura criptovolcánica. Dietz y French (1973) informaron de la presencia de brechas de impacto y cuarzo chocado, y reconocieron la estructura como un cráter de impacto. Un estudio detallado del cráter realizado por Crósta et al. (1981) y Crósta (1982) aportó más pruebas petrológicas y mineralógicas del impacto. Theilen-Willige (1981) publicó más datos geomorfológicos. Fischer y Masero (1994) realizaron un estudio magnético.
La formación del cráter fue datada por primera vez (hace 243 ± 19 millones de años, con el método Rb-Sr) por Deutsch et al. (1992). Engelhardt et al. (1992) publicaron un estudio detallado del núcleo levantado y una fecha revisada de hace unos 246 millones de años, posteriormente revisada a hace unos 244 millones de años. Más recientemente, Tohver et al. (2012) lo dataron en 254,7 ± 2,5 millones de años.

## Efectos
La datación reciente de Tohver et al. (2012), de hace 254,7 ± 2,5 millones de años, sitúa el impacto en fechas que se solapan con las estimaciones para el límite Permo-Triásico y el evento de extinción Pérmico-Triásico.
Gran parte de la roca local era pizarra bituminosa. La energía estimada liberada por el impacto de Araguainha es insuficiente para ser una causa directa de la extinción masiva global, pero el colosal rifting local de la tierra habría liberado enormes cantidades de petróleo y gas de la roca destrozada. El súbito calentamiento global resultante podría haber precipitado la extinción del Pérmico-Triásico.